# 六埜雅司
六埜 雅司（ろくの まさじ、1991年5月17日 - ）は、大阪府大阪市出身の元社会人野球選手（投手）。

## 経歴
小学2年生から軟式野球を始める。中学時代は、加美ウイングスボーイズに所属する。
高校は、光星学院高校（現：八戸学院光星高校）に進学。2年秋よりベンチ入りをする。青森大会は抑え投手として、東北大会では主に先発投手として起用され、光星学院を秋季東北大会優勝に導く。翌春の第81回選抜高等学校野球大会に出場する。3年夏はベスト8で敗退。高校の同期には下沖勇樹がいる。
大学は、東海大学に進学。硬式野球部に入部すると、2年時から投手としてリーグ戦で登板する。4年時には、大学日本代表にも選出され、日米大学野球で優勝を経験する。大学の同期には鈴木昂平がいる。
東海大学卒業後は、トヨタ自動車に入社。1年目から公式戦に登板すると、第85回都市対抗野球大会の補強選手に選出される。3年目にはチームの都市対抗野球優勝に貢献する。
2017年に引退し、マネージャーに就任する。2021年、同年限りで野球部を退部しルーキーレーシングに出向となることが野球部のフェイスブックで公表された。

## 選手としての特徴
ノーワインドアップから重心を下げ、インステップ気味に着地し、肘を柔らかく使った腕の振りから繰り出す最速144km/hのストレートが持ち味。